# 서울상곡초등학교
서울상곡초등학교는 대한민국 서울특별시 노원구 상계동에 있는 공립 초등학교이다.

## 학교 연혁
- 1985년 5월 3일 서울상곡국민학교 개교
- 1995년 4월 19일 예절실, 도서실 개관
- 1995년 12월 7일 학교 급식실 개관
- 1996년 3월 1일 현재 교명으로 개칭
- 1998년 3월 1일 병설유치원 설립(2학급)
- 2004년 11월 10일 세계로 미래로관 완공
- 2007년 8월 31일 방송실 개관
- 2009년 3월 13일 학습 준비방 개관
- 2009년 8월 30일 20주년 중앙현관 타일벽화 설치
- 2009년 12월 29일 컴퓨터실 환경개선 공사
- 2015년 8월 22일 과학실 리모델링 공사
- 2016년 2월 29일 보건실 리모델링 및 보건교육실 설치, 교사연구실 및 회의실 설치
- 2016년 8월 23일 음악실 리모델링, 교사동 주변 및 운동장 환경개선사업
- 2017년 1월 12일 돌봄교실 리모델링 및 본관 방범창 및 방충망 설치
- 2017년 2월 28일 실과실 현대화 사업 및 교실 롤스크린 설치
- 2017년 3월 29일 교실 무선마이크 설치 공사
- 2017년 7월 31일 화장실 개보수 공사
- 2017년 8월 4일 방송실 현대화
- 2017년 11월 30일 서버실 현대화
- 2017년 12월 20일 장애인 편의시설(승강기) 설치
- 2018년 1월 30일 인쇄실 리모델링 이전 및 서고 현대화
- 2018년 3월 1일 학습도움방 설치
- 2018년 6월 1일 음악교육실2 현대화
- 2018년 7월 20일 급식실 및 학습도움방 냉난방기 교체 및 설치
- 2018년 8월 10일 급식실 급식기구(식기세척기) 교체
- 2018년 10월 22일 디지털교과서 무선 인프라구축(4개 교실)
- 2018년 12월 28일 공기정화장치(청정기) 설치(초등교실 33개)
- 2019년 2월 15일 제30회 졸업식 (84명)
- 2019년 3월 4일 2019학년도 23학급 편성
- 2019년 5월 3일 개교 30주년 나의꿈 작품판 제작
- 2019년 5월 28일 운동장 그늘막 설치
- 2019년 6월 9일 교실마루 교체 (4개교실)
- 2019년 9월 1일 제10대 정춘봉 교장 부임
- 2019년 10월 20일 체육관, 멀티미디어실 방법창 설치
- 2020년 2월 13일 제31회 졸업식(91명)
- 2020년 3월 2일 2020학년도 22학급 편성
- 2020년 4월 6일 멀티실 바닥교체 및 유치원 도색 장판공사
- 2020년 5월 6일 교실 게시판 교체, 방송선로 교체 공사
- 2020년 7월 3일 층마다 엘리베이터 설치
- 2020년 11월 30일 복도 페인트칠
- 2021년 4월 30일 도서관 리모델링
- 2021년 8월 9일 교실바닥 교체공사

## 학교 상징
- 교목(校木) - 은행나무 : 성장력이 강하고 오래 살며 우리 생활에 유용하게 쓰이는 은행나무를 본받아 굳세고 알차게 자라라는 뜻임
- 교화(校化) - 목련 : 목련의 고결함과 아름다움을 본받아 맑고 밝게 자라서 사회와 국가에 봉사하는 인물이 되라는 뜻임

## 참고 자료
- 서울상곡초등학교 - 한국교육학술정보원 학교알리미